# Ponte Pattoli
Ponte Pattoli (Ponti Pattle in dialetto perugino) è una frazione del comune di Perugia (PG).
Geograficamente situato all'estremo nord del territorio di Perugia, a 210 m s.l.m., il fiume Tevere lo attraversa interamente. Il territorio è suddiviso in una parte pianeggiante, attorno all'alveo fluviale, ed in una parte collinare alle pendici del monte Tezio. Il paese è abitato da 1.905 residenti.
Ponte Pattoli era la sede della V circoscrizione del Comune di Perugia, che comprendeva anche le frazioni di Civitella Benazzone, Morleschio, Cordigliano, Ramazzano-Le Pulci, Casa del Diavolo e Resina

## Storia
La parte più antica del paese, detta "il Borgo", si trova ai piedi del Colle Maggiore (detto "la Pineta").
Parte delle mura rimanenti potrebbero essere fatte risalire ai resti dell'antico castello di Ponte di Pattolo.
Nel 1319 il paese venne semidistrutto da Muzio di Francesco, ghibellino assisano in guerra con Perugia guelfa. Nel 1413 vi si fronteggiarono, senza scontrarsi, le truppe di Braccio da Montone e quelle di Francesco Sforza. Nel 1416 i massari di Ponte Pattolo si sottomisero a Braccio consegnandogli le chiavi del castello. Nel 1496 il borgo venne saccheggiato da Astorre Baglioni, fiorentino, in lotta contro i nobili fuoriusciti perugini.
Nel 1594 vennero approvati dal legato pontificio Silvio Cardinal Savelli gli Statuti della comunità di Pontepattoli, redatti in volgare dall'avvocato Sforza Oddi e suddivisi in dieci capitoli.
Nel paese si trova ancora la casa che ospitò san Carlo Borromeo.
Il nucleo attuale del paese si sviluppa attorno al ponte sul fiume Tevere, la cui costruzione fu avallata dal Consiglio provinciale nel 1897.

## Economia
Gran parte dell'economia del paese si basa sulla coltivazione e lavorazione del tabacco (Paoletti e Bracceschi) e sulla coltivazione di alberi da frutta (Zandonai). Dal punto di vista industriale, sono sviluppati la trasformazione del legno e la produzione di infissi (F.lli Pucciarini e IMECA), mobili in stile (Argentari) e arredamento su misura (LEGNOART). Si rileva la presenza di parecchie aziende artigiane che si occupano della lavorazione del ferro battuto (Poeta Armando).

## Monumenti e luoghi d'arte

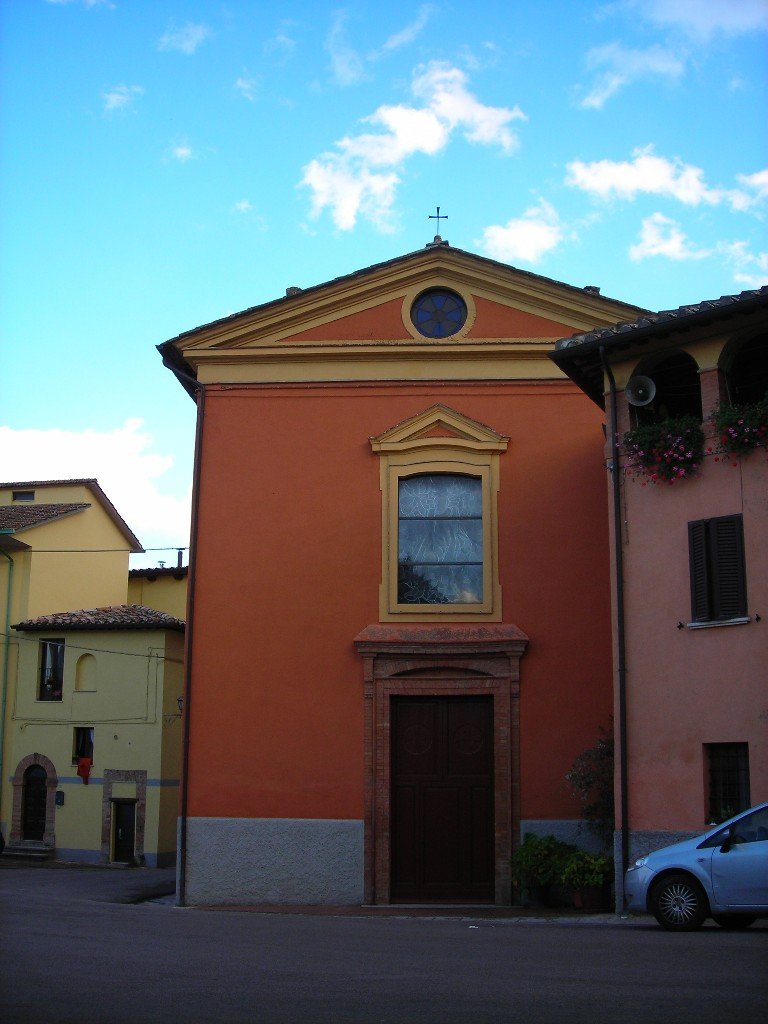
Facciata della chiesa parrocchiale

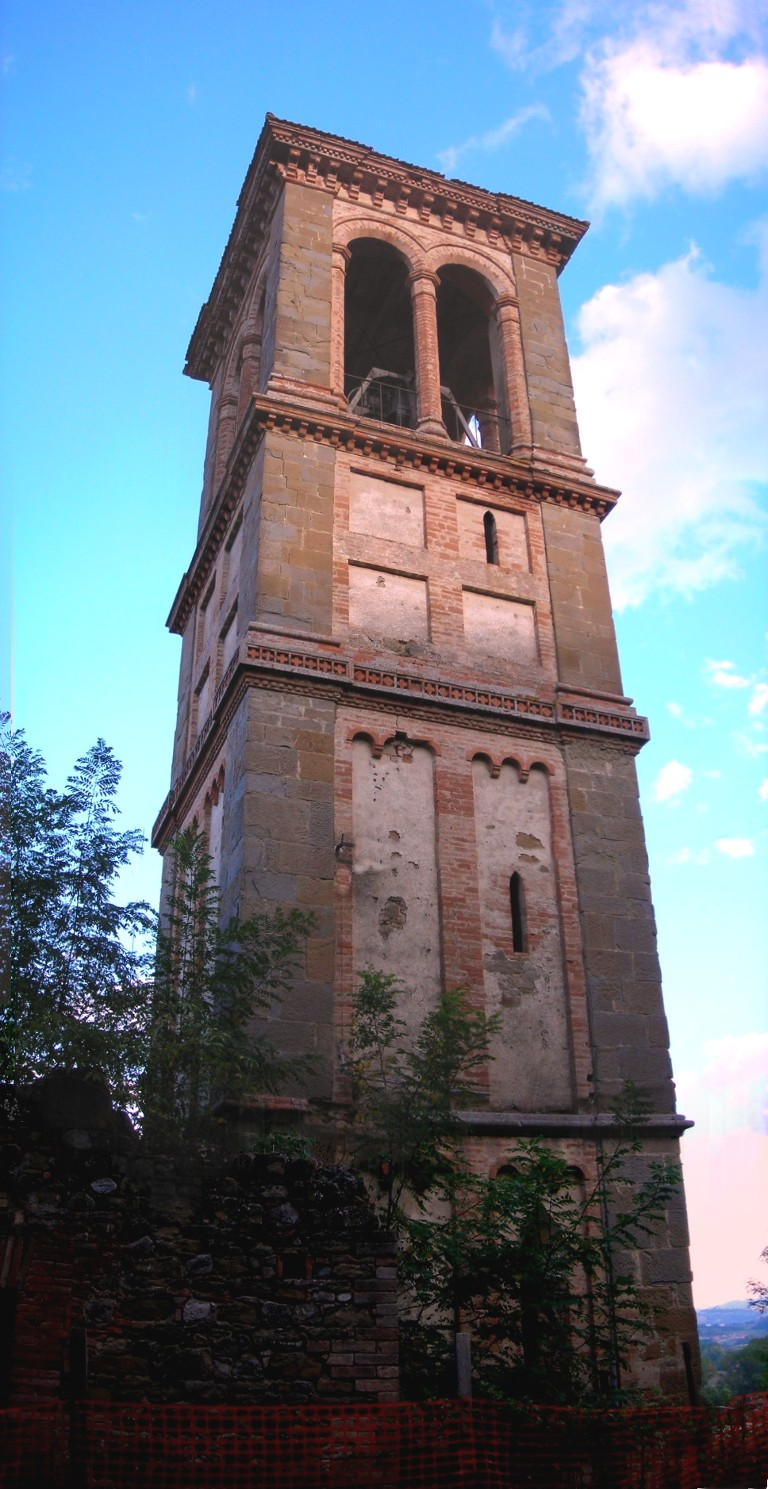
La torre campanaria

- Castello Rustichelli (1154), casa fortificata in località Prezzonchio. La proprietà va fatta risalire ad un certo Raino di Rustichelli, che intorno al XII secolo apparteneva ad una famiglia molto nota in zona;
- Abbadia Celestina (1110), monastero lungo la strada per Morleschio
- Villa Taticchi (1300),  è un'imponente costruzione che sorge a circa 100 metri dalla sponda sinistra del fiume Tevere; la sua costruzione risale ad epoche diverse. L'immobile è sottoposto al vincolo del Ministero dei beni culturali ed ambientali. Secondo la relazione storico-artistica del Soprintendente per i beni ambientali, architettonici, artistici e storici, il nucleo centrale della villa è rappresentato da una torre medievale risalente al XIV secolo, costituita da quattro ambienti sovrapposti. Nel tempo sono state affiancate ad essa diverse costruzioni, la maggior parte delle quali risale al XIX secolo; la villa ha però acquisito l'aspetto attuale soprattutto grazie ad interventi realizzati all'inizio del Novecento.

## Sport

### Impianti sportivi
- Stadio comunale (calcio)
- Centro di vita associativa (pallavolo, danza, ginnastica)
- Maneggio (sport equestri)
- Circolo sportivo (tennis, nuoto, calcetto)